# Elvira Notari
Elvira Notari, född Coda 10 februari 1875 i Salerno, död 17 december 1946 i Cava de' Tirreni i Kampanien, var en italiensk filmskapare. Hon var en av Italiens första och mest produktiva filmskapare. Under 25 år gjorde hon 60 långfilmer och hundratals kortfilmer och hon var även chef för Dora Film som var Neapels främsta filmproduktionsbolag.

## Biografi
Till skillnad från många andra italienska kvinnor under den perioden fick Notari möjligheten att studera och ta examen. 1902 flyttade hon till Neapel där hon gifte sig med målaren och fotografen Nicola Notari. 1910 bildade de produktionsbolaget Dora Film där Elvira Notari arbetade tillsammans med sin make, som ansvarade för kameraarbetet, och sonen Eduardo även kallad "Gennariello". Företaget namngavs efter familjens yngsta dotter, som dock aldrig verkade inom filmbranschen. Elvira Notari har beskrivits som en noggrann och sträng regissör vilket gav upphov till smeknamnet "Generalen". 
I de första av sina filmer skådespelade hon själv. Notari skrev inledningsvis flera filmer som anknöt till nyhetshändelser, bland annat Italiens involvering i Tripoliskriget 1912. I senare filmer gjorde flera hon melodramer som fokuserade på stadsliv och kriminalitet. Hon filmatiserade även böcker, t.ex. av Carolina Invernizio, och ibland hämtade hon inspiration från folksånger och sägner. Många av hennes filmer har gått förlorade men några av de mer uppmärksammade filmerna hon gjorde var Il nano rosso från 1917 som baserar sig på en bok av Invernizio och Piange Pierrot från 1924 som baserar sig på en sång av Cesare Andrea Bixio. Filmernas popularitet var störst i Neapel men hon uppskattades även i andra delar av Italien och filmerna togs även till USA där Dora Films så småningom öppnade ett kontor i New York. Censur och politiska påtryckningar från facismen ledde till att Dora Film la ner 1930. Efter nedläggningen fortsatte Elvira Notari att ägna sig åt film genom arbete med en skådespelarskola i Neapel.
För att uppmärksamma hennes roll inom italiensk film skapades 1987 priset Elvira Notari Prize som delades ut på Filmfestivalen i Venedig fram till 2002. Priset gavs till den film som bäst skildrade kvinnors prestationer.